# Intervenção do Açúcar
A Intervenção do Açúcar refere-se aos acontecimentos em Cuba entre 25 de agosto de 1917 a 15 de fevereiro de 1922, quando o Corpo de Fuzileiros Navais dos Estados Unidos foi estacionado na ilha.

## Antecedentes
Em 1916, o presidente Mario García Menocal, representando os partidos conservadores, foi reeleito e, a reeleição foi questionada pelos liberais o que conduziu a uma insurgência militar em Cuba, liderada por José Miguel Gómez, e auxiliada por Pino Guerra e Merito Acosta.:73 As forças liberais estavam agindo em sua maioria no leste de Cuba e foram insuficientes para derrubar o governo. O USS Paducah (PG-18) desembarcou homens em 12 de fevereiro, depois de um pedido de proteção dos senhores de engenho estadunidenses.:74
Em março de 1917, as forças liberais no oeste de Cuba foram em grande parte dispersas, e no leste, perderam na batalha de Caicaje, após vários líderes do movimento liberal serem capturados, incluindo Gomez e seu comando.:77 Os liberais também não conseguiram ganhar o apoio dos Estados Unidos. Portanto, os liberais tentaram abandonar sua causa e concluir acordos de paz com os conservadores a nível local. Menocal ofereceu anistia a todos os rebeldes. :77 Muitas lideranças liberais tiveram de emigrar.
Em 7 de abril de 1917, Cuba declarou guerra à Alemanha, e muitos liberais, que concordaram com o ato, decidiram parar de criticar o governo. No entanto, esta crise no partido liberal resultou no aumento dramático no banditismo e na revolta local, já que os comandantes militares de baixo nível não estavam em posição de negociar com o governo e tiveram que permanecer no campo, sem qualquer comando central. As pequenas unidades que contavam com 20-30 homens cada, foram particularmente ativas nas províncias orientais, e o governo não tinha capacidade de lidar com elas. Ao mesmo tempo, a base social dos insurgentes ampliou, devido à concentração da agricultura em grandes latifúndios especializados em açúcar. Os camponeses foram basicamente a falência.
Nesta situação, o governo dos Estados Unidos decidiu que a insurgência constituía um tratamento direto à propriedade norte-americana no país. Além disso, o sentimento geral dos insurgentes era antiamericano. De fato, os ataques à propriedade estadunidense ocorreram. Os Estados Unidos também temiam que a Alemanha poderia apoiar os insurgentes. Embora o governo cubano emitisse várias declarações de que seria capaz de tomar o controle da situação, nada aconteceu. Em 14 de maio, o Departamento de Estado dos Estados Unidos propôs que as tropas deveriam ser transferidas para Cuba. Isto provocou uma forte oposição do governo cubano. Devido a isso, o governo estadunidense reconsiderou e atrasou a intervenção. Em meados de maio, Henry Morgan foi enviado como emissário especial para Cuba para estudar a situação. Depois de ter se familiarizado com a situação, Morgan aconselhou ao envio de tropas imediatamente para suprimir os bandidos, acrescentando que a safra de açúcar de 1918 poderia ser destruída, se a intervenção fosse adiada.
Em julho de 1917, o governo de Menocal suspendeu as garantias constitucionais, o que significa que ninguém poderia ser detido por um período de tempo indefinido. Considerando que a medida foi reivindicada por destinar-se contra espiões alemães, na prática, iniciou a empresa de terror seletivo pró-governo. No início do verão de 1917, o governo cubano concordou com a chegada dos fuzileiros navais estadunidenses. Apesar de ambos os lados reconhecerem claramente que a revolta liberal acabou, eles necessitavam da intervenção para proteger os cultivos. Morgan sugere para justificar a intervenção como necessária para suprimir a insurreição. As autoridades norte-americanas, no entanto, tinham medo de que essa justificativa iria minar a posição nacional e internacional do governo de Menocal, e anunciou que o objetivo da intervenção seria a de apoiar Cuba como um aliado na Primeira Guerra Mundial, e a colheita de açúcar como o grande contributo dos cubanos ao lado dos aliados.

## Intervenção
Em 14 de julho de 1917, Menocal formalmente ofereceu campos de treinamento na província de Oriente para os Estados Unidos. O primeiro contingente constituído por menos de 1000 de fuzileiros navais norte-americanos chegou a Cuba, em 25 de agosto de 1917. Tecnicamente, a operação não foi uma intervenção. Em vez disso, o governo cubano convidou formalmente o exército dos Estados Unidos para treinar em um clima quente. Como convidados do governo, as tropas estadunidenses foram obrigadas a ficar em limites rigorosos.
Durante o primeiro ano de chegada, os marines estadunidenses assumiram a responsabilidade pelos objetos de infraestrutura relacionados com plantações de açúcar. Em outubro, estabeleceram uma série de acampamentos permanentes. Já em novembro de 1917, a presença das tropas causaram protestos antiamericanos. Em dezembro de 1917, outros mil marines chegaram.
As tropas realizaram patrulhas na zona rural para garantir que as plantações de açúcar estariam seguras. Além disso, recolheram dados confidenciais, tentaram obter informações gerais e passaram para os Estados Unidos, bem como as autoridades de Havana. Foram instruídos a cooperar plenamente com as autoridades locais, a fim de minimizar os atritos nas relações cubano-estadunidenses. A população em geral, permaneceu hostil aos marines. Em 1918, em parte como resultado das medidas tomadas, Cuba produziu uma safra recorde.
Em meados de 1918, a perturbação no campo cessou, e a principal ameaça para a produção de açúcar foi proveniente dos protestos nas cidades, principalmente em forma de ataques, dirigida a infraestrutura em particular para o transporte e produção de açúcar. Estes protestos foram particularmente fortes em 1918 e 1919, espalhando-se por todo o país. As autoridades estadunidenses preferiram retratar estes protestos como políticos e esquerdistas, o que justificaria a intervenção de acordo com a Emenda Platt, embora tal intervenção se contradiz ao acordo original de 1917 com o governo cubano. Em dezembro de 1918, 1.120 marines adicionais chegaram à base naval de Guantánamo. Outras seis mil estavam prontas para chegar. As operações no campo foram alteradas consequentemente, e os marines passaram a patrulhar as cidades.

## Consequências
A 3ª Brigada da Marinha foi reforçada pelo 1º Regimento da Marinha em novembro de 1918, como o fim da guerra na Europa, garantindo a contínua produção de açúcar. :78 No entanto, até 15 de fevereiro de 1922, a única presença estadunidense em Cuba seria na Baía de Guantánamo.:78